# Massimo Onofri
Massimo Onofri (ur. 13 września 1961 w Viterbo) – włoski eseista i krytyk literacki.
Ukończył filozofię na uniwersytecie Sapienza w Rzymie. Pracuje jako wykładowca współczesnej literatury włoskiej oraz krytyki literackiej na Uniwersytecie w Sassari. Specjalizuje się głównie w literaturze sycylijskiej. Publikuje w licznych pismach, m.in. w Avvenire, La Stampa i l’Unità. 

## Wybrane publikacje
- Storia di Sciascia, 1994
- Ingrati Maestri. Discorso sulla critica da Croce ai contemporanei, 1995
- Tutti a cena da don Mariano. Letteratura e mafia nella Sicilia della nuova Italia, 1996
- Il canone letterario 2001
- Sciascia, 2002
- La modernità infelice. Saggi sulla letteratura siciliana del Novecento, 2003
- Il sospetto della realtà. Saggi e paesaggi novecenteschi, 2004
- Sensi vietati. Diario pubblico e contromano 2003-2006, 2006
- Tre scrittori borghesi. Soldati, Moravia, Piovene, 2007
- La ragione in contumacia. La critica militante ai tempi del fondamentalismo,2007
- Recensire. Istruzioni per l'uso, 2008
- Nuovi sensi vietati 2006-2009, 2009
- Il suicidio del socialismo. Inchiesta su Pellizza da Volpedo, 2009
- Il secolo plurale. Profilo di storia letteraria novecentesca, 2010
- L'epopea infranta. Retorica e antiretorica per Garibaldi, 2011
- Altri italiani. Saggi sul Novecento, 2012